# Madarcos
Madarcos er en by og kommune i det centrale Spanien i Madrid-regionen. Den har et indbyggertal på 70 (2024) indbyggere.